# 30 kilomètres féminin de ski de fond aux Jeux olympiques de 2022
Navigation
Pyeongchang 2018 Milan-Cortina 2026
L'épreuve féminine du 30 kilomètres de ski de fond aux Jeux olympiques de 2022 a eu lieu le 20 février 2022 au Centre de ski nordique et de biathlon de Guyangshu. 

## Médaillées
| Or                       | Argent                        | Bronze                     |
| Therese Johaug (Norvège) | Jessica Diggins ( États-Unis) | Kerttu Niskanen (Finlande) |

## Résultats
| Rang                                | Dossard | Athlète                 | Nationalité        | Temps             | Retard            |
| ----------------------------------- | ------- | ----------------------- | ------------------ | ----------------- | ----------------- |
| Médaille d'or, Jeux olympiques      | 2       | Therese Johaug          | Norvège            | 1 h 24 min 54 s   | —                 |
| Médaille d'argent, Jeux olympiques  | 4       | Jessica Diggins         | États-Unis         | 1 h 26 min 37 s 3 | + 1 min 43 s 3    |
| Médaille de bronze, Jeux olympiques | 6       | Kerttu Niskanen         | Finlande           | 1 h 27 min 27 s 3 | + 2 min 33 s 3    |
| 4                                   | 20      | Jonna Sundling          | Suède              | 1 h 27 min 29 s 4 | + 2 min 35 s 4    |
| 5                                   | 7       | Tatiana Sorina          | ROC                | 1 h 27 min 31 s 2 | + 2 min 37 s 2    |
| 6                                   | 8       | Rosie Brennan           | États-Unis         | 1 h 27 min 32 s 7 | + 2 min 38 s 7    |
| 7                                   | 12      | Delphine Claudel        | France             | 1 h 27 min 34 s   | + 2 min 40 s      |
| 8                                   | 3       | Ebba Andersson          | Suède              | 1 h 27 min 35 s 5 | + 2 min 41 s 5    |
| 9                                   | 23      | Mariya Istomina         | ROC                | 1 h 28 min 0 s 1  | + 3 min 6 s 1     |
| 10                                  | 5       | Krista Pärmäkoski       | Finlande           | 1 h 28 min 35 s   | + 3 min 41 s      |
| 11                                  | 9       | Teresa Stadlober        | Autriche           | 1 h 28 min 36 s 5 | + 3 min 42 s 5    |
| 12                                  | 11      | Victoria Carl           | Allemagne          | 1 h 30 min 8 s 4  | + 5 min 14 s 4    |
| 13                                  | 17      | Lotta Udnes Weng        | Norvège            | 1 h 31 min 14 s 3 | + 6 min 20 s 3    |
| 14                                  | 10      | Tiril Udnes Weng        | Norvège            | 1 h 31 min 15 s 4 | + 6 min 21 s 4    |
| 15                                  | 37      | Sophia Laukli           | États-Unis         | 1 h 31 min 21 s 2 | + 6 min 27 s 2    |
| 16                                  | 42      | Cendrine Browne         | Canada             | 1 h 31 min 21 s 6 | + 6 min 27 s 6    |
| 17                                  | 16      | Anastasia Rygalina      | ROC                | 1 h 31 min 22 s 1 | + 6 min 28 s 1    |
| 18                                  | 39      | Novie McCabe            | États-Unis         | 1 h 31 min 22 s 5 | + 6 min 28 s 5    |
| 19                                  | 34      | Antonia Fräbel          | Allemagne          | 1 h 31 min 23 s 6 | + 6 min 29 s 6    |
| 20                                  | 18      | Anne Kyllönen           | Finlande           | 1 h 31 min 41 s   | + 6 min 47 s      |
| 21                                  | 30      | Izabela Marcisz         | Pologne            | 1 h 31 min 43 s   | + 6 min 49 s      |
| 22                                  | 36      | Kateřina Janatová       | Tchéquie           | 1 h 31 min 43 s 2 | + 6 min 49 s 2    |
| 23                                  | 14      | Johanna Matintalo       | Finlande           | 1 h 32 min 1 s 7  | + 7 min 7 s 7     |
| 24                                  | 38      | Flora Dolci             | France             | 1 h 32 min 4 s 7  | + 7 min 10 s 7    |
| 25                                  | 19      | Pia Fink                | Allemagne          | 1 h 32 min 6 s 3  | + 7 min 12 s 3    |
| 26                                  | 24      | Masako Ishida           | Japon              | 1 h 32 min 6 s 3  | + 7 min 12 s 3    |
| 27                                  | 32      | Lydia Hiernickel        | Suisse             | 1 h 32 min 12 s 3 | + 7 min 18 s 3    |
| 28                                  | 13      | Ragnhild Haga           | Norvège            | 1 h 32 min 19 s 9 | + 7 min 25 s 9    |
| 29                                  | 21      | Emma Ribom              | Suède              | 1 h 32 min 27 s 8 | + 7 min 33 s 8    |
| 30                                  | 22      | Katherine Stewart-Jones | Canada             | 1 h 32 min 33 s 3 | + 7 min 39 s 3    |
| 31                                  | 60      | Baiba Bendika           | Lettonie           | 1 h 33 min 37 s 8 | + 8 min 43 s 8    |
| 32                                  | 29      | Patrīcija Eiduka        | Lettonie           | 1 h 33 min 51 s 2 | + 8 min 57 s 2    |
| 33                                  | 45      | Cristina Pittin         | Italie             | 1 h 33 min 54 s 8 | + 9 min 0 s 8     |
| 34                                  | 47      | Martina Di Centa        | Italie             | 1 h 33 min 56 s 6 | + 9 min 2 s 6     |
| 35                                  | 15      | Charlotte Kalla         | Suède              | 1 h 34 min 45 s 4 | + 9 min 51 s 4    |
| 36                                  | 41      | Masae Tsuchiya          | Japon              | 1 h 34 min 47 s 6 | + 9 min 53 s 6    |
| 37                                  | 44      | Maryna Antsybor         | Ukraine            | 1 h 35 min 31 s 3 | + 10 min 37 s 3   |
| 38                                  | 27      | Chi Chunxue             | Chine              | 1 h 35 min 41 s   | + 10 min 47 s     |
| 39                                  | 33      | Dahria Beatty           | Canada             | 1 h 36 min 8 s 2  | + 11 min 14 s 2   |
| 40                                  | 26      | Anna Comarella          | Italie             | 1 h 36 min 12 s 4 | + 11 min 18 s 4   |
| 41                                  | 49      | Petra Hynčicová         | Tchéquie           | 1 h 36 min 26 s 6 | + 11 min 32 s 6   |
| 42                                  | 50      | Angelina Shuryga        | Kazakhstan         | 1 h 36 min 29 s 6 | + 11 min 35 s 6   |
| 43                                  | 52      | Jessica Yeaton          | Australie          | 1 h 37 min 6 s 1  | + 12 min 12 s 1   |
| 44                                  | 25      | Coralie Bentz           | France             | 1 h 38 min 8 s 2  | + 13 min 14 s 2   |
| 45                                  | 46      | Caterina Ganz           | Italie             | 1 h 38 min 19 s 5 | + 13 min 25 s 5   |
| 46                                  | 40      | Li Xin                  | Chine              | 1 h 38 min 39 s 2 | + 13 min 45 s 2   |
| 47                                  | 35      | Bayani Jialin           | Chine              | 1 h 39 min 14 s 8 | + 14 min 20 s 8   |
| 48                                  | 53      | Carola Vila             | Andorre            | 1 h 39 min 18 s 1 | + 14 min 24 s 1   |
| 49                                  | 58      | Nadezhda Stepashkina    | Kazakhstan         | 1 h 39 min 38 s 8 | + 14 min 44 s 8   |
| 50                                  | 43      | Miki Kodama             | Japon              | 1 h 39 min 53 s 8 | + 14 min 59 s 8   |
| 51                                  | 64      | Laura Leclair           | Canada             | 1 h 40 min 14 s 5 | + 15 min 20 s 5   |
| 52                                  | 54      | Vedrana Malec           | Croatie            | 1 h 41 min 18 s 6 | + 16 min 24 s 6   |
| 53                                  | 62      | Neža Žerjav             | Slovénie           | 1 h 42 min 14 s 2 | + 17 min 20 s 2   |
| 54                                  | 51      | Irina Bykova            | Kazakhstan         | 1 h 42 min 42 s   | + 17 min 48 s     |
| 55                                  | 48      | Chika Kobayashi         | Japon              | 1 h 43 min 33 s 1 | + 18 min 39 s 1   |
| 56                                  | 65      | Casey Wright            | Australie          | 1 h 44 min 19 s 9 | + 19 min 25 s 9   |
| 57                                  | 61      | Magdalena Kobielusz     | Pologne            | 1 h 44 min 48 s 8 | + 19 min 54 s 8   |
| 58                                  | 57      | Viktoriya Olekh         | Ukraine            | 1 h 46 min 22 s 1 | + 21 min 28 s 1   |
| 59                                  | 55      | Anita Klemenčič         | Slovénie           | 1 h 46 min 37 s 6 | + 21 min 43 s 6   |
| 60                                  | 28      | Dinigeer Yilamujiang    | Chine              | 1 h 50 min 4 s 2  | + 25 min 10 s 2   |
| 61                                  | 59      | María Dánou             | Grèce              | A concédé un tour | A concédé un tour |
|                                     | 1       | Natalia Nepryaeva       | ROC                | Abandon           | Abandon           |
|                                     | 31      | Petra Nováková          | Tchéquie           | Abandon           | Abandon           |
|                                     | 56      | Hanna Karaliova         | Biélorussie        | Forfait           | Forfait           |
|                                     | 63      | Sanja Kusmuk            | Bosnie-Herzégovine | Forfait           | Forfait           |